# Bingerville
Bingerville is een stad in het district Abidjan in het zuiden van Ivoorkust. De stad is gelegen aan een inham van de Lagune van Ébrié en is onderdeel van de agglomeratie Abidjan. Bij de census van 1998 telde de plaats 56.357 inwoners.
Het huisvest onder andere een botanische tuin en de École Militaire Préparatoire Technique, een militaire school. 

## Geschiedenis
Bingerville was in eerste instantie een vlek en is vernoemd naar de Franse gouverneur Louis-Gustave Binger. Van 1900 tot 1934 was het de hoofdstad van de kolonie Ivoorkust, deze functie werd vervolgens overgedragen aan Abidjan.

## Ligging
Deze voorstad van Abidjan ligt zo'n kilometer oostelijk daarvan aan de noordkant van de Lagune van Ébrié.

## Sport
De voetbalclub ES Bingerville, die in de MTN Ligue 1 speelt, heeft zijn thuisbasis in de plaats.

## Geboren
- Wilfried Bony (1988), voetballer
- Mamadou Koné (1991), voetballer
- Eric Bailly (1994), voetballer
- Oumar Diakité (2003), voetballer